# シャルルX・ポインター
シャルルX・ポインター（英：Charles X Pointer）とは、フランス原産のポインター犬種である。現在は絶滅した。犬種名は作出当時王位に就いていたフランス国王にちなんでつけられた。
別名はロイヤル･ポインター(英:Royal Pointer)、フレンチ・ロイヤル･ポインター(英:French Royal Pointer)、ブラク･シャルルX(Braque Charles X)、ブラク・ド･ラ･レース・ロワイヤル(英:Braque de la Race Royale)。

## 歴史
シャルル10世の治世の頃に作出された犬種ではあるが、はっきりとした作出年や作出に使われた犬種はほとんど分かっていない。能力重視の改良・ブリーディングが行われていたためほかのポインター種の犬種よりもそれほど見た目が洗練されておらず、何故か本種と混同される事が多かったサン・ジェルマン・ポインターのブリーダーにひどい嫌がらせを受け、実際の容姿よりもかなり過小な評価を受けていた。そのせいで、後の世にも本種がかなり不恰好な姿をしていたと伝えられてしまった。しかしながら、姿は非難を浴びるほど不恰好ではなかったことを表す資料や絵が見つかっていて、現在は本種の容姿に対する酷評はほとんどが嫌がらせであったとされている。
姿はどうあれ、ポインティング能力は安定していて狂いが少なく、とても優れていた事が判明している。又、嗅覚や忍耐力の面においても通常のポインター種よりも優秀であったといわれている。
シャルルX・ポインターがいつ絶滅したかはよく分かっていないが、20世紀ごろには既に姿を消していた。しかし、本種の血はピレネー・ポインターやガスコーニュ・ポインターなどのフランス原産のポインターに受け継がれた。

## 特徴
がっしりとした筋肉質の体つきでやや頭部が大きく、首が太いが脚は長い。垂れ耳はやや長く、垂れ尾は半分くらいの長さに断尾される。コートはスムースコートで、毛色はホワイト・アンド・レバーやローン・アンド・レバーなどがある。大型犬サイズで、性格は忠実で従順である。体重が重いため走るのはあまり早くないが、鋭い嗅覚と安定したポイント能力がそれをカバーしていた。